# The Call of the Simpsons
"The Call of the Simpsons" är avsnitt sju från säsong ett av Simpsons. Avsnittet sändes på Fox den 18 februari 1990. Avsnittet skrevs av John Swartzwelder och regisserades av Wesley Archer. Albert Brooks gästskådespelar som Cowboy Bob under namnet A. Brooks. Avsnittet nominerades till en Emmy Award för "Outstanding Sound Mixing for a Comedy Series or a Special". I avsnittet köper Homer en husbil för att göra Ned Flanders avundsjuk. Han tar sen med sig familjen till skogen där de blir vilsna. Medan Bart och Homer går och letar efter hjälp blir Homer misstagen för bigfoot.

## Handling
Homer blir avundsjuk på Ned Flanders då han skaffat en ny husbil. Då Homer får reda på att han kan ha råd med en husbil om han lånar besöker hans familj Bob's RV Round-up. Homer hittar där sin drömhusbil men de får inte låna tillräckligt mycket för att få den så han får en mycket sämre istället. Homer visar upp husbilen för Flanders innan han tar med sig familjen på en utflykt till skogen med den nya husbilen. Homer är så glad över sin nya husbil att han inte ser vart han kör och han kör nästan över ett stup. Familjen lyckas ta sig ut ur husbilen precis innan den åker ner för stupet. Familjen är vilsna i skogen, Homer och Bart går och letar efter hjälp ovetande om att Maggie följer efter dem medan Marge och Lisa stannar kvar. Medan Homer och Bart går i skogen hör de att någon går bakom dem och de tror att det är björnar och de springer iväg, ramlar ner i floden och åker ner för ett vattenfall. Björnen visar sig dock vara Maggie som nu blir ensam och upptäckt av ett par björnar som tar hand om henne. Homer och Bart tappade sina kläder då de åkte i vattenfallet och börja skyla sig.
Det blir natt och Marge och Lisa älskar naturlivet medan pojkarna inte gör det. Nästa dag blir Bart och Homer hungriga och de hittar en bikupa och Homer tar lite av honungen men får bin i munnen. Han hoppar ner i vad han tror är en vattenpöl men som visar sig vara lera. Homer blir sedan upptäckt av en familj som tror att han är bigfoot. Ryktet om bigfoot sprids till media och snart är skogen full av folk som jagar honom. De hittar Marge och Lisa och då hon får reda på att de letar efter bigfoot hävdar hon att han är hans make. Homer och Bart hittar sen Maggie hos björnarna och tar med sig henne. De blir upptäckta sen av de som jagar bigfoot och de tar honom till ett labb. De inser dock att han är en ovanlig dum människa eller ett smart odjur och släpper honom. Familjen är nu hemma, Homer skäms över vad som hänt men Marge tröstar honom och de går och lägger sig.

## Produktion
Avsnittet skrevs av John Swartzwelder och regisserades av Wesley Archer. Den ursprungliga idén kom från James L. Brooks som ville att Homer som blir bortrövad av en örn som tror att han är hans unge. De bestämde dock istället att Maggie skulle tas hand om av björnar istället. Delen med Marge och Lisa var längre från början men togs bort av tidsbrist. I det första manuset sa Homer och Bart inget då de börjar skyla sig men Sam Simon trodde att scenen skulle bli roligare om de pratade och skrev in det. Albert Brooks gästskådespelar i avsnitt som Cowboy Bob, då han fick förfrågan var han tveksam om han ville medverkar i serien och han kallas i avsnittet för A. Brooks. Delen att Homer skulle bli misstagen för bigfoot togs med efter att de sett på Fox ett program om bigfoot. Bakgrunden i avsnittet gjordes så detaljrikt som de kunde. Burger King gjorde också figurer baserade på avsnittet.

## Mottagande
Avsnittet sändes den 18 februari 1990 och var det tredje mest sedda programmet under dagen med en Nielsen ratings på 14.6 och 22 % av publiken. Avsnittet nominerades till en Emmy Award för "Outstanding Sound Mixing for a Comedy Series or a Special". IGN.com har ansett att Albert Brooks som gästskådespelar i avsnittet är den bästa gästskådespelaren i seriens historia. Warren Martyn och Adrian Wood har i I Can't Believe It's a Bigger and Better Updated Unofficial Simpsons Guide ansett att delar av avsnittet är bättre än andra. De gillar mera delen med husbilen än Homer och Barts äventyr i skogen. De tycker att det var trevligt att se en scen med Marge och Lisa och tycker att Maggies äventyr med björnar var underhållande. David B. Grelck har gett avsnittet betyget 1,5 av 5 då han inte gillar att Homer blev misstagen för bigfoot. Jon Bonné på MSNBC beskriver avsnittet som ett perfekt exempel på första säsongens uppbyggnad, de har både humor och söta scener. Han anser att avsnittet påminner om kortfilmerna från The Tracey Ullman Show som var kortare men gjorde att Simpsons fick ett genombrott. Colin Jacobson på DVD Movie Guide anser att avsnittet inte är en av de bästa från serien, då det har en del konstiga scener, men det fungerar ändå och det är ändå ett ganska roligt avsnitt.